# Острова Маманута
Маманута (фидж. Mamanuca) — острова в Фиджи. Административно входит в состав провинции Нандронга-Навоса.
На острове Малоло-Лаилаи действует взлётно-посадочная полоса.

## География

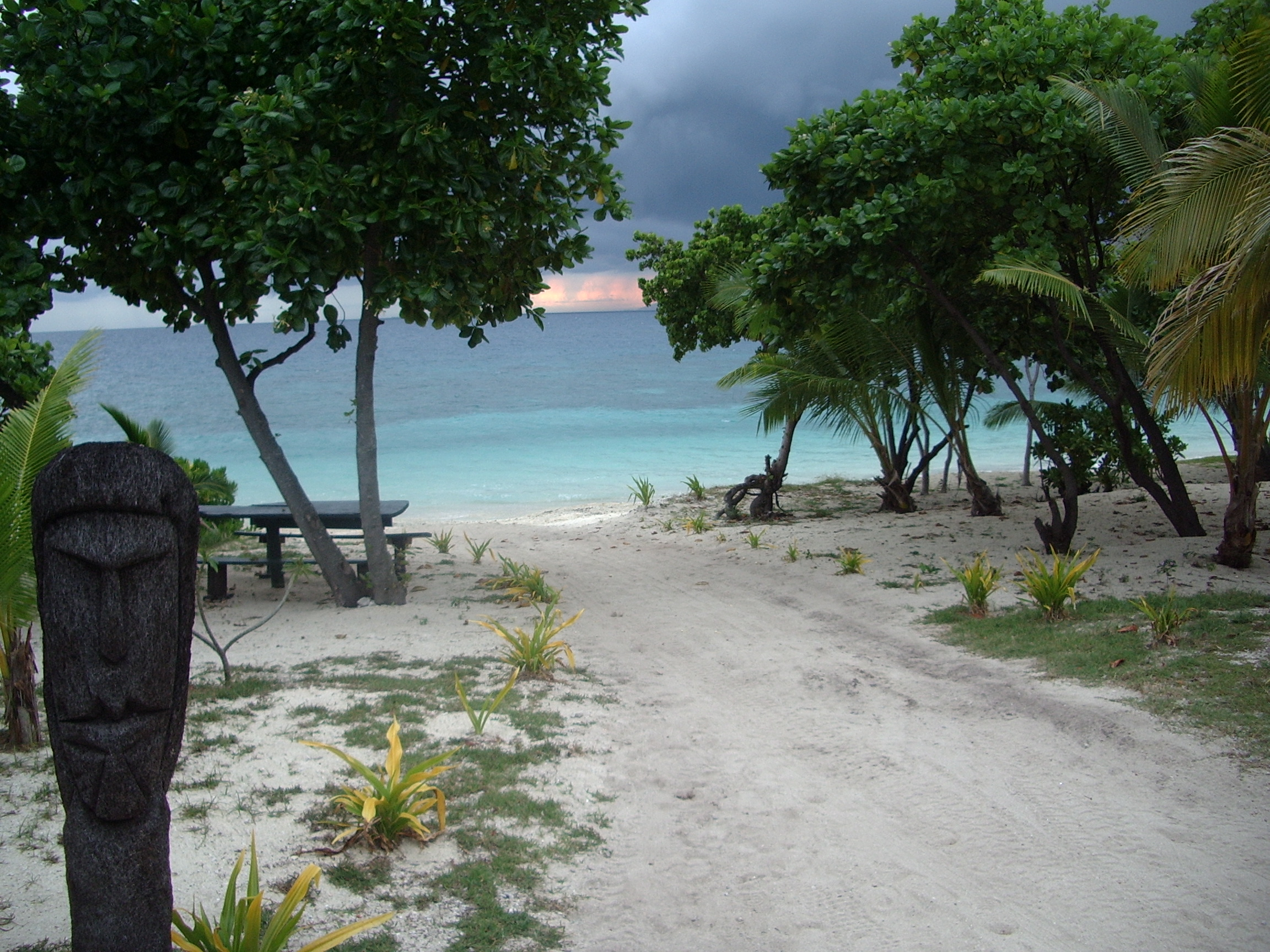
Острова Маманута

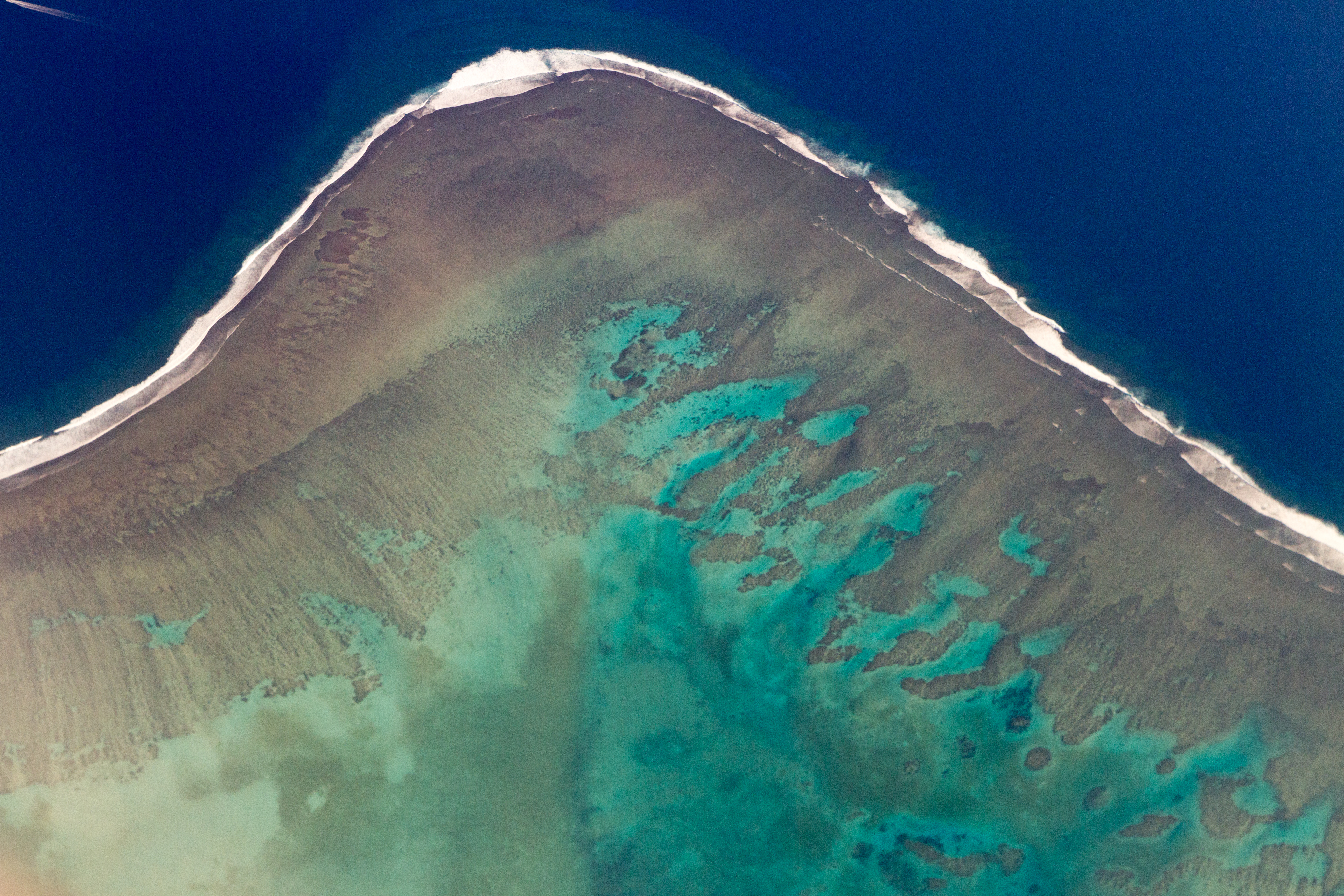
Коралловый риф Малоло

Острова Маманута представляют собой группу островов, расположенных в Тихом океане к северо-западу от острова Вити-Леву. С точки зрения геологии, наиболее крупные острова имеют вулканическое происхождение, поэтому поверхность на них достаточно неровная. В то же время большинство меньших по размеру островов имеют коралловое происхождение. Крупнейший остров архипелага — Малоло. Климат на островах тропический.
Географически архипелаг можно разделить на две части: Маманута-и-Ра (подветренные острова) и Маманута-и-Таке (наветренные острова). Архипелаг включает следующие острова:
| - Бичкомбер (Beachcomber Island) - Эори (Eori) - Кадавулаилаи (Kadavulailai) - Кадомо (Kadomo) - Малоло (Malolo) - Малололаилаи (Malololailai) - Остров Мана (Mana Island) - Остров Ману (Manu Island) - Матаманоа (Matamanoa) - Модрики (Modriki) - Остров Мону (Monu Island) - Монурики (Monuriki) | - Намоту (Namotu) - Наутанивоно (Nautanivono) - Навадра (Navadra) - Навини (Navini) - Остров Каставаи (Castaway Island) - Остров Южного Моря (South Sea Island) - Таваруа (Tavarua) - Остров Тавуа (Tavua Island) - Остров Тивуа (Tivua Island) - Токорики (Tokoriki) - Остров Тресюр (Treasure Island) - Вомо (Vomo) - Януя (Yanuya) |

## История
Европейским первооткрывателем островов стал британский мореплаватель Уильям Блай, открывший архипелаг в 1789 году, вскоре после мятежа на известном корабле «Баунти». В 1794 году мимо близлежащих островов Ясава проплыло судно под командованием капитана Бабера. Он же, предположительно, открыл часть островов Маманута. В 1799 году капитан Бентли открыл остров Малоло. Тем не менее первым подробно изучил архипелаг американский исследователь Чарльз Уилкс, который побывал на нём в июле 1840 года. При этом островитяне крайне враждебно отнеслись к чужеземцам, убив двух членов команды.
На острове Монурики, одном из островов архипелага, проходили съемки фильма «Изгой» с участием Том Хэнкса.
На островах проходят съёмки реалити-шоу Survivor, начиная с 33 сезона.

## Население
Населённые пункты имеются только на островах Малоло и Мана. Тем не менее большинство островов архипелага поддерживают туристическую инфраструктуру, ввиду чего острова являются крупным туристическим центром Фиджи.

## Транспорт
На острова совершают полёты авиакомпании Turtle Airways, Pacific Island Air.